# Freudenthalscher Einhängungssatz
Der Freudenthal'sche Einhängungssatz ist ein Satz aus dem mathematischen Teilgebiet der algebraischen Topologie, er bildet eine Grundlage für die stabile Homotopietheorie. 
Die Aussage ist die folgende:
Sei  {\displaystyle n\geq 0} und {\displaystyle X} ein {\displaystyle n}-zusammenhängender CW-Komplex. Dann ist die von der Einhängung induzierte Abbildung
{\displaystyle \pi _{r}(X)\to \pi _{r+1}(\Sigma X)}
für {\displaystyle 1\leq r\leq 2n} ein Isomorphismus und für {\displaystyle r=2n+1} surjektiv.
Für die stabilen Homotopiegruppen {\displaystyle \pi _{*}^{s}(X)} folgt daraus, dass
{\displaystyle \pi _{r}(X)\to \pi _{r}^{s}(X)}
für {\displaystyle 1\leq r\leq 2n} ein Isomorphismus und für {\displaystyle r=2n+1} surjektiv ist.
Verallgemeinerung: Sei  {\displaystyle n\geq 0} und {\displaystyle X} ein {\displaystyle n}-zusammenhängender CW-Komplex. Sei {\displaystyle Y} ein endlicher CW-Komplex mit {\displaystyle H^{q}(Y)=0} für {\displaystyle q>2n}. Dann ist
{\displaystyle \left[Y,X\right]\to \left[\Sigma ^{k}Y,\Sigma ^{k}X\right]}
für alle {\displaystyle k\geq 0} eine Bijektion zwischen den Mengen der Homotopieklassen.